# Scribblenauts
Scribblenauts es un videojuego de acción y puzle emergente desarrollado por 5th Cell y distribuido por Warner Bros. Interactive Entertainment para la Nintendo DS. El juego fue lanzado en 2009 en todas las regiones excepto Japón, pero fue lanzado allí en 2011 como Flash Puzzle: Maxwell's Mysterious Notebook por Konami. Es el tercer videojuego de Nintendo DS hecho por 5th Cell, los primeros dos siendo Drawn to Life y Lock's Quest. El objetivo de Scribblenauts, como lo sugiere su lema «escribe lo que sea, resuelve todo», es completar los puzles para recolectar «Starites» con la ayuda de la habilidad del jugador de invocar cualquier objeto (de una base de datos de miles) escribiendo su nombre con la pantalla táctil. El juego es considerado por sus desarrolladores promotor de la jugabilidad emergente desafiando al jugador a resolver sus puzles dentro de ciertas limitaciones o por medio de soluciones múltiples.
Jeremiah Slaczka, creador y director de Scribblenauts, imaginó el juego como una combinación entre resolver puzles de situaciones de la vida y Mad Libs. Su visión fue hecha realidad por medio del motor «Objectnaut» creado por el director técnico de 5th Cell, Marius Fahlbusch. Objectnaut permitía un abordaje basado en datos, y una gran parte del tiempo de desarrollo fue empleado buscando sustantivos y sus propiedades, y categorizándolos en la base de datos de Objectnaut. Esto, junto a los diseños de arte sencillos de Edison Yan de 5th Cell, le permitió al equipo añadir palabras nuevas fácilmente a la base de datos sin emplear mucho esfuerzo programando comportamientos nuevos.
Scribblenauts fue mostrado en forma jugable por primera vez en la Electronic Entertainment Expo de 2009, y se volvió un éxito durmiente, ganando varios premios al «mejor del show», siendo el primer título de consola portátil en obtener tal aclamación. Los críticos creían que 5th Cell cumplía con su promesa de permitir crear prácticamente cualquier objeto posible en Scribblenauts, pero también lamentaron que la elección de controles en el juego haya obstaculizado su disfrute del título. El éxito del título ha llevado a un número de secuelas, incluyendo Super Scribblenauts, Scribblenauts Remix y Scribblenauts Unlimited. La serie ha vendido más de 13 millones de copias.

## Jugabilidad
Scribblenauts es un juego de desplazamiento lateral controlado casi exclusivamente con el stylus de Nintendo DS, donde la cruceta y los botones frontales controlan la cámara, y los botones del costado rotan los objetos. El jugador controla a un personaje llamado Maxwell, quien debe recolectar objetos llamados «Starites» para completar cada nivel. Maxwell es guiado pulsando la pantalla táctil o, si el jugador toca un objeto, Maxwell lo recogerá o tendrá otras opciones para interactuar con dicho objeto, como montar un caballo o bicicleta, o dispararle a un objeto en caso de tener un arma. Un elemento fundamental de Scribblenauts es la capacidad del jugador de invocar una miríada de objetos en el juego. Esto se logra escribiendo el nombre de un objeto en la pantalla táctil. Por ejemplo, el jugador puede escribir «escalera», invocar una escalera, la cual el jugador podrá usar para alcanzar un Starite fuera de su alcance. El jugador podrá poner la escalera de costado e incendiarla. También será capaz de combinar objetos, como pegar un pedazo de carne a un palo y sostenerlo mientras monta un dinosaurio.
Los objetos invocados varían entre animales, armas, fuerzas de la naturaleza, personas famosas (tanto ficticias como reales), vehículos, objetos hogareños, huevos de Pascua del equipo de desarrollo, e incluso memes de internet. Sin embargo, el juego no incluye términos con marca registrada ni profanidad. El juego incluye un sistema de homónimos para ofrecerle al jugador opciones posibles entre objetos que suenen similares, como la distinción entre un globo normal y uno aerostático; también existe un corrector ortográfico para proporcionar coincidencias cercanas a las palabras mal escritas. El lanzamiento norteamericano incluye opciones para otros idiomas, incluyendo portugués de Brasil, francés y español, con variantes disponibles en francés de Canadá y español latino para las opciones de francés y español, respectivamente. La versión de Reino Unido también tiene en cuenta las diferencias entre el inglés americano y británico, como los significados diferentes para la palabra «football». 5th Cell ha dicho que el límite de qué objetos pueden ser invocados depende de la imaginación del jugador. Los jugadores, utilizando un software especial, afirman haber descubierto que la lista completa de palabras es mayor a 22.800, pero, en respuesta, Slaczka dijo que hay mucho más que ese número.
El juego está segmentado en 220 niveles en más de 10 áreas temáticas con 22 niveles por mundo, cada uno con una clasificación de hasta 4 estrellas según su dificultad, con áreas posteriores contando con más niveles de rango alto. Los puzles tienen un límite del número de objetos que se podrán invocar, generalmente entre dos y cuatro, aunque el jugador es libre de invocar más, siempre que haya espacio en el medidor arriba de la pantalla (invocar una cantidad de objetos menor o igual al límite otorga más puntos). Existen dos tipos de niveles — niveles de puzle y acción. Los niveles de puzle son situaciones de la vida real (como tener que abrir una piñata) donde el Starite es otorgado una vez que se resuelva el puzle, mientras que los niveles de acción se asemejan a los plataformeros de desplazamiento lateral, contando con interruptores, trampas y otros elementos similares. Los jugadores ganarán «méritos» por completar niveles cumpliendo con ciertos requisitos, como no invocar ningún arma. Una vez que el jugador completa un nivel, aparecerá una estrella de plata en el botón de selección de nivel y se desbloqueará un modo «juego libre». En ese punto, el jugador tiene la opción de jugar ese nivel tres veces consecutivas sin reutilizar objetos. Completar el desafío exitosamente le otorgará al jugador una estrella dorada en ese nivel. Scribblenauts presenta un argumento simplista, ya que los desarrolladores quisieron enfocarse en una jugabilidad atractiva. El juego siempre recompensa al jugador con «ollars», la moneda dentro del juego que les permite comprar áreas nuevas, avatares diferentes y otros cambios visuales del juego.
El juego incluye un editor de niveles, permitiendo a los usuarios compartir niveles creados por medio del sistema de Nintendo Wi-Fi. El jugador puede comenzar con cualquier nivel que ya haya vencido del juego principal, y añadir objetos nuevos con propiedades de juego nuevas. Estas propiedades nuevas pueden variar de forma significativa al comportamiento normal, como hacer que un oso se coma un avión.

## Desarrollo
Scribblenauts fue concebido por primera vez en el segundo cuarto de 2007, cerca de la misma época en la que habían imaginado Lock's Quest. El director creativo de 5th Cell, Jeremiah Slaczka, declaró que se encontraban buscando contrapartes de Nintendogs y Brain Age, juegos que habían atraído mayores demográficas que los juegos más de nicho que 5th Cell podía desarrollar. El concepto de Scribblenauts vino de una combinación entre una idea previa que tuvo para la DS que era similar a Mad Libs y un sueño propio. Un ejemplo de la idea de Mad Libs era la de los jugadores siendo capaces de escribir un Mad Lib de un «perro caminando por el bosque», y un perro aparecería en un bosque y caminaría por él. Sin embargo, se dio cuenta de que el juego resultaría tedioso y los jugadores solo estarían interesados en usar las palabras clave. El sueño se trataba de un templo azteca donde se debía resolver puzles; uno en particular involucraba tres pinturas, con el objetivo de enderezarlas y luego tener que ir a la siguiente habitación por medio de un portal. Aunque creyera que era una buena idea para un juego, también sintió que le faltaba tanto la atracción como la rejugabilidad. Debatió si funcionaría mejor en la Wii o la DS, pero después decidió combinar el elemento de la escritura con los puzles para resolver la falta de rejugabilidad. Slaczka se dio cuenta de que el concepto del juego podría ser considerado imposible por otros programadores, pero se enteró de que el director técnico de 5th Cell, Marius Fahlbusch, se sintió confiado de que podrían crear los elementos requeridos. Los desarrolladores consideraron que la naturaleza de las soluciones flexibles y a veces imprevistas hacían que el juego promocionara fuertemente una jugabilidad emergente.
Durante el desarrollo, Slaczka y el equipo intentaron averiguar qué podrían hacer con el hardware de DS, tratando de hacer que Scribblenauts le gustara a todos. Como se pensó primero Lock's Quest, se enfocaron en lanzar ese juego primero, mientras comenzaban el desarrollo de Scribblenauts. El juego entró en beta cerca de mayo de 2009, y le exigió a muchos playtesters explorar el juego. Alrededor de la mitad del personal de 5th Cell trabajó en el juego. Fue desarrollado junto a la versión de DS de Drawn to Life: The Next Chapter.
Scribblenauts fue desarrollado originalmente sin un distribuidor para el juego. Slaczka señaló que, a diferencia de otros juegos donde los desarrolladores podrían completar y pulir un nivel para captar interés mientras se trabaja en el resto del juego, Scribblenauts necesitaba mostrar su gran diccionario desde el comienzo, dificultando la promoción del juego. La compañía se encontraba negociando con un distribuidor a comienzos del 2009, dejándolo decidir cuándo sería el mejor momento para anunciar el juego. Warner Bros. Interactive Entertainment se convirtió oficialmente en el distribuidor de Scribblenauts en mayo. Slaczka sintió que, de todos los editores con los que conversaron, Warner Bros. fue el mejor, particularmente debido a su cercanía a 5th Cell y su interés en el título.
Scribblenauts fue titulado originalmente como «Wordplay», pero el equipo sentía que sonaba «genérico». El título Scribblenauts comenzó como un nombre temporal que sería efectivo para proponer el juego, pero, a medida que proseguía el desarrollo, el equipo no pudo pensar en otro mejor, por lo que el nombre se quedó y se convirtió en el título final del producto.
Konami distribuyó el juego en Japón el 27 de enero de 2011; esta versión localizada cuenta con personajes de Konami como Old Snake, Manaka Takane y Vic Viper.

### Motor
El motor central de Scribblenauts es un motor basado en datos llamado «Objectnaut» creado por Fahlbusch. Dentro de Objectnaut, cada objeto recibe un conjunto de propiedades, incluyendo características físicas, comportamiento de inteligencia artificial, y cómo el jugador (por medio de Maxwell) puede interactuar con él. Cinco personas del equipo pasaron seis meses investigando diccionarios y enciclopedias para crear una base de datos de objetos extensa dentro del framework de Objectnaut, y luego programaron una jerarquía de datos partiendo de esta información. Por ejemplo, cada objeto mamífero en el juego recibe la propiedad de tener «carne orgánica», permitiendo que sea comida o convertida en carne, sin tener que especificarle dichas funciones a cada tipo de mamífero que hayan usado. El abordaje del Objectnaut permitió al equipo crear dos objetos distintos para las palabras con significados similares ajustando simplemente las propiedades de cada palabra en la base de datos: «león», «tigre» y «leopardo», aunque similares, se comportarán de forma distinta y tendrán gráficos diferentes, mientras que la única diferencia en el juego entre «croissant» y «pan danés» es que este último podrá rodar como una rueda. El equipo se aseguró de balancear las habilidades de varios objetos que puedan ser invocados para evitar crear un «superpersonaje» que funcionara como solución para todos los niveles, y darle a los jugadores más coraje para intentar elementos diferentes. Slaczka señaló que le preguntaban frecuentemente si ciertas palabras difíciles se encontraban en el juego cuando era entrevistado por la prensa, en su mayoría de las veces respondiendo afirmativamente a dichas preguntas. En un ejemplo dado por Slaczka, un periodista «hardcore» quiso veinte minutos con el juego para intentar atascarlo durante la convención E3 de 2009, pero, de acuerdo con Slaczka, «la pasó mal intentando atascarlo y me dio la mano» luego de aquel periodo.
Diseñar cada ítem requirió que los desarrolladores lo hicieran palabra por palabra. Slaczka dijo que ciertos tipos de palabras, como los quesos, requerían pocas o ninguna diferencia, sin contar ítems como Limburger que ahuyentaría a la gente. Los desarrolladores utilizaron la discreción para decidir qué hacer que se vea diferente, proporcionando un cíborg, un robot y un androide, los cuales sintió que eran lo suficientemente diferentes para requerir sus propios diseños individuales. Después dijo que no había forma de probar cada ítem y cada forma de interactuar con otro ítem, ya que era prácticamente imposible para ellos lograr esto, usando de ejemplo un avión siendo congelado, enviado al pasado, poner un hombre viejo encima de él, traerlo de nuevo al presente, e incendiarlo. Slaczka dijo que, mientras que muchos juegos crean un primer nivel con enemigos y plataformas, pulen el nivel y siguen, los jugadores pueden escribir cualquier ítem disponible en el primer nivel que podrán escribir en cualquier nivel posterior. Comentó que si los jugadores escribieran «yunque» y no tuviera la propiedad «pesado», no se sentirían atraídos por el juego. Pasaron aproximadamente el 80% del desarrollo ajustando varios ítems y, como tal, no pudieron proporcionar una demostración del juego.
Cada una de las palabras programadas al juego tiene arte asociado a ella, hecho por el artista de 5th Cell Edison Yan. La tarea de crear el arte fue simplificada por medio del diseño «mínimo» de los juegos previos de 5th Cell. Cada objeto está renderizado en 3D con los objetos funcionando como muñecos en un plano 2D. Se eligió esto para evitar crear un gran número de animaciones en 2D. El equipo de desarrollo tuvo que diseñar cada objeto controlado por la IA a mano, de acuerdo con Slaczka, describiendo cómo se mueven los objetos, qué le gusta y qué no, cuánta salud tiene, y otras características posibles. El diseño de niveles se enfocó en proporcionar una gran variedad de situaciones, incluyendo dividir los niveles en tipo puzle y tipo acción, para evitar que el jugador desarrolle una cantidad limitada de palabras comunes y no explore otras soluciones posibles. Gran parte del desarrollo inicial se hizo en papel para explorar situaciones no comunes en los videojuegos, debido a su sistema de vocabulario. Terminaron eligiendo más de cien niveles de setecientos que generaron internamente para el juego. Tanto los «méritos» como los «ollars» fueron añadidos para recompensar al jugador por completar niveles, con Slaczka comparándolos con los logros de Xbox Live.
El juego utiliza principalmente la pantalla táctil para controlar a Maxwell y otros objetos; los desarrolladores consideraron usar la cruceta de la DS, pero se dieron cuenta de que necesitarían depender de la pantalla táctil para ciertas acciones, por lo que enfocaron la mayoría de los controles del juego en esa interfaz. El juego incluye el sistema de reconocimiento de escritura propio de 5th Cell para escribir los objetos, el cual Slaczka consideraba superior al propio sistema de Nintendo de Brain Age. El equipo incluyó un teclado virtual junto a este sistema sabiendo que incluso «el cerebro humano no puede entender garabatos».

### Promoción
Los jugadores que hayan preordenado el juego en GameStop y EB Games en Estados Unidos, Canadá y Australia recibieron una réplica del «sombrero de gallo» de Maxwell, un término acuñado por Destructoid de acuerdo con Slaczka. El juego fue lanzado en un evento especial en la tienda de Nintendo World en Nueva York el 13 de septiembre de 2009, con Slaczka y otros desarrolladores de 5th Cell en el evento.

## Recepción

### Prelanzamiento
El juego fue bien recibido en la convención E3 de 2009, y fue considerado un «éxito durmiente» del show. Scribblenauts fue el primer videojuego portátil en la historia en ganar los premios al «mejor del show» en la E3 de cualquier medio de juegos grande. El juego fue nombrado «mejor juego original» y «mejor juego portátil» por los Game Critics Awards. Scribblenauts fue nombrado el «mejor del show» en general por GameSpot, GameSpy e IGN, entre otros premios. 1UP.com lo llamó a Scribblenauts su título «más innovador» de la E3. X-Play le dio al juego sus premios al «mejor juego original» de E3 y el «mejor juego portátil». Ars Technica consideró al juego la «sorpresa más placentera» del show. Joystiq realizó una prueba de diez palabras en el juego, y descubrió que una, «plumbob», no estaba presente en el juego, pero se les prometió que estaría en la versión final. Parte del éxito en la E3 fue considerado parcialmente debido a la inclusión del meme de internet que era reciente en aquel entonces, Keyboard Cat, que llevó a una gran emoción por el juego en la convención. Adam Sessler de G4 TV creyó que el éxito de Scribblenauts en la E3 se debió a ser un pequeño pero exitoso juego de una compañía pequeña a diferencia de numerosos títulos principales de otros desarrolladores y distribuidores grandes que se volvieron el estándar de la convención, tanto que la unicidad de todo acerca del juego lo convirtió en el título destacado del show. Scribblenauts recibió una exposición más predominante en el stand de Warner Bros. Interactive en la siguiente convención grande, la Comic-Con International de 2009. IGN listó a Scribblenauts en una vista previa de juegos de Nintendo DS en 2009, etiquetándolo como uno de sus preferidos del año. Lo han descrito como «muy posiblemente uno de los diseños más ambiciosos del sistema hasta ahora».
Un ejemplo de las posibilidades de Scribblenauts que trajo más atención al juego fue el intento de la ESRB de describir la «violencia caricaturesca» y las «travesuras cómicas» dentro del juego para darle una calificación «E10». La descripción de la ESRB incluye ejemplos del nivel de violencia como «un palo puede usarse para golpear a un animal; se puede pegar una chuleta a un bebé para atraer leones; los cohetes se pueden lanzar hacia un tipo». En un post de NeoGAF dentro de un hilo dedicado al juego, el usuario «Feep» revivió su experiencia de descubrimientos durante la E3 diciendo que fue capaz de volver en el tiempo con una máquina del tiempo para llevarse un dinosaurio para vencer un ejército de robots zombi que no podían ser vencidos con armas normales. La historia, conmemorada como «Post 217», llevó al artista Edison Yan de 5th Cell a crear una imagen wallpaper de la historia, como apreciación de la respuesta positiva de los fanes al juego, y los términos «Post Dos Uno Siete», «Feep» y «Neogaf» fueron incluidos como objetos invocables en el juego. Slaczka acredita a la popularidad boca a boca del «Post 217» como parte del éxito del juego en la E3, y señaló que contactó a Feep para obtener su permiso para incluir la palabra «Feep» (como robot zombi) dentro del juego. Los foros de NeoGAF procedieron a expandir sus elogios al juego creando una serie de avatares de videojuegos y otros personajes relacionados (que no aparecerían en el juego por problemas de derechos de autor) para sus foros inspirados en el diseño de arte de Yan, y algunos de los miembros que crearon los avatares fueron contratados para trabajar en el segundo juego, Super Scribblenauts. El propio Yan ha dibujado varios avatares más en el mismo estilo para otros juegos como Street Fighter II y Final Fantasy VII.

### Lanzamiento
Según los críticos, Scribblenauts cumplió con la premisa de que el juego fue hecho con la habilidad de poder traer prácticamente cualquier objeto imaginado al juego. John Walker de Eurogamer consideró al juego «un logro increíble», con su base de datos de palabras «tan increíblemente completa en su colección de todo en el universo». Craig Harris de IGN afirmó que «los desarrolladores cumplen en su totalidad con la premisa» de permitir que los jugadores invoquen prácticamente cualquier objeto imaginado, y el juego principal en sí es «una experiencia increíblemente versátil de la Nintendo DS». Ben Kuchera de Ars Technica aclamó al juego como «innegablemente nuevo e impresionante» e instó a los jugadores a apoyar a los juegos que se arriesguen con su innovación. Ray Barnholt de 1UP.com señaló que, aunque el juego «no es exactamente el principio y el fin de los videojuegos» como se dijo antes de su lanzamiento, el juego se mantiene «imprescindible» gracias a su valor de novedad pura. La característica del juego de forzar al jugador a considerar soluciones distintas al rejugar los niveles fue vista por Anthony Gallegos de GameSpy como una «forma muy astuta de fomentar la rejugabilidad mientras se sube sutilmente el desafío».
Sin embargo, los críticos se quejaron de los controles pobres del juego, hasta el punto de que la implementación «casi arruina un juego fantástico», de acuerdo con Harris de IGN. Las reseñas específicamente comentaron cómo la pantalla táctil es utilizada tanto para manipular los objetos puestos en el juego como para mover a Maxwell, esto resultaría en hacer que Maxwell accidentalmente camine hacia su propia muerte o perturbe una pila cuidadosamente preparada de objetos antes de poder moverlo. Craig Harris de IGN dice que, aunque uno puede dirigir a Maxwell indirectamente, el personaje a menudo no podría superar obstáculos sencillos, similar a los movimientos de las tropas en los juegos de estrategia en tiempo real, tanto que superar estos problemas requiere de una cantidad significativa de controles precisos del jugador. Se sugirió que, aunque se entendiese por qué 5th Cell optó por el uso de la pantalla táctil de este modo para evitar el cambio constante entre el stylus y los botones frontales, hubieran apreciado la opción de personalizar los controles. La decisión de usar controles de pantalla táctil fue descrita por Walker como «posiblemente la decisión de diseño más salvajemente estúpida de todos los tiempos», y que si los controles de movimiento estuviesen asignados a los botones frontales, el juego habría sido una «cosa hermosa». Walker también cuestionó la decisión de hacer que la cámara del juego volviese a Maxwell tan pronto el jugador dejara de controlarla, ya que tornaba difícil manipular objetos que estuviesen fuera de cámara lejos de Maxwell, y observar los resultados de ciertas interacciones, como las peleas entre los personajes controlados por la computadora, que ocurrían fuera de pantalla.
Cuando era posible conectar objetos con otros, a los críticos les resultó difícil encontrar los puntos de conexión, y a menudo harían que Maxwell se moviese. Barnholt describió al juego entero sintiéndolo como un prototipo con sus físicas extrañas, y no tan pulido como los juegos previos de 5th Cell, aunque todavía reconoció que el juego en general aún es una hazaña impresionante para el pequeño equipo de desarrollo. Ryan Geddes de IGN criticó los controles pobres del juego y las físicas, exigiendo paciencia para ganar, y se quejó de que el título fue lanzado precipitadamente al mercado luego de la respuesta abrumadoramente positiva de la convención E3. En un post mortem, el cofundador de 5th Cell, Joseph Tringali, dijo que estaban al tanto de que los controles recibirían un «fuerte golpe» de los críticos de juegos, e intentaron trabajar con un esquema de control con botones frontales, pero no habrían sido capaces de completarlo dentro de las fechas límite fijadas por su itinerario autofinanciado. Tringali aclaró que no pasaron tanto tiempo con los controles de stylus más temprano en el desarrollo, y habrían considerado sacrificar otra característica, como el Nintendo Wi-Fi, para mejorarlos.
Los críticos también identificaron comportamientos inesperados de algunos objetos y combinaciones de ellos, como intentar dirigir un personaje no jugable para que recoja un objeto, llevando a una inconsistencia en la dificultad de varios puzles. Ben Kuchera de Ars Technica, al llamar a Scribblenauts «un juego frustrante, a menudo desquiciante», describió que suele encontrar puzles que, luego de probar varias soluciones que debieron haber funcionado por sentido común, finalmente probó una solución menos lógica que funcionó. Walker consideró el rango de puzles «entre poco inspirado y simple a frustrantemente oscuro e incómodo». Muchos críticos sintieron que, luego de quedar atascados en un puzle, recurrirían al modo juego libre. La revista Edge identificó que el modo juego libre era mucho más disfrutable, ya que enmascaraba los problemas con los controles, físicas y la estructura general del juego de puzle, y consideró qué mejoras se podrían hacer a estos modos para crear una experiencia cercana a aquella de LittleBigPlanet. En particular, para los niveles de acción, los analistas descubrieron que eran menos propensos a explorar soluciones alternativas y caían en el patrón de reutilizar el mismo conjunto de objetos, volviendo repetitivos a los niveles cerca del final. Por otro lado, los niveles de puzles fueron bien recibidos; Andrew Reiner de Game Informer escribió que el tiempo empleado resolviendo los niveles de puzles fue cuando sus «jugos creativos fueron exprimidos alegremente». La presencia del sistema de moneda «ollars» permite a los jugadores saltear niveles que consideren difíciles. Kurchera también señaló que con algunos puzles el juego se disfruta más con otros jugadores, incluyendo a los niños más jóvenes, ya que la combinación de ideas imaginativas posiblemente se tope con la solución en algún momento. Simon Parkin de Game Set Watch estuvo de acuerdo, creyendo que el juego se disfruta más cuando uno piensa como un chico «libre de la lógica seca y eficiente de la adultez, la imaginación de un chico también abre el juego de formas más allá del alcance de los adultos». Seth Schiesel de New York Times considera la experiencia final del juego una decepción luego de la emoción de la E3 debido a los controles y la ofuscación de los puzles, y aunque no haya sido un «gran juego», considera el concepto una «gran idea» que puede expandirse en una posible secuela.
De acuerdo con NPD Group, Scribblenauts vendió 194.000 unidades en los Estados Unidos durante septiembre de 2009, después de Mario & Luigi: Bowser's Inside Story y Kingdom Hearts 358/2 Days en el top de ventas de Nintendo DS. El juego también mostró ventas fuertes durante diciembre de 2009, volviéndose el 16.º juego más vendido del mes en Norteamérica. En febrero de 2010, el juego ha vendido más de un millón de unidades a nivel mundial. Fue el 5.º juego de Nintendo DS más vendido en 2009 en Norteamérica y el primer juego de terceros más vendido en la DS.
Time nombró a Scribblenauts el 7.º mejor videojuego de 2009. Durante los Annual Interactive Achievement Awards, la Academy of Interactive Arts & Sciences le otorgó a Scribblenauts los premios a «la innovación destacada en los juegos», «juego portable del año», y «logros destacados en el diseño de juegos portátiles»; también recibió una nominación al «juego casual del año». El juego ganó en «innovación» y «mejor juego portátil» en los Game Developers Choice Awards.

### Demanda
En mayo de 2013, Charles Schmidt y Christopher Orlando Torres, los creadores de Keyboard Cat y Nyan Cat respectivamente, demandaron en simultáneo a 5th Cell y Warner Bros. por infracción de derechos de autor y marcas registradas por las apariciones de estos personajes sin permiso en Scribblenauts y sus secuelas. Schmidt y Torres tienen derechos de autor registrados de sus personajes y tenían patentes pendientes de marca registrada en los nombres. El caso se resolvió fuera de la corte, con Warner Bros licenciando oficialmente los dos personajes gato para usarlos.

## Secuelas

### Super Scribblenauts
Una secuela de Nintendo DS de Scribblenauts titulada Super Scribblenauts fue lanzada el 12 de octubre de 2010. Además de resolver problemas con el esquema de control, Super Scribblenauts incluye un vocabulario más extenso, incluyendo el uso de adjetivos para modificar sustantivos, influenciando el comportamiento de los objetos.

### Scribblenauts Remix
Scribblenauts Remix, una versión de Scribblenauts para la plataforma iOS, fue lanzada por Warner Bros. Interactive el 12 de octubre de 2011. Porteado a la plataforma por los desarrolladores Iron Galaxy, la versión de iOS proporciona cuarenta niveles de Scribblenauts y su secuela, junto con diez niveles nuevos para el juego de iOS. Las mecánicas del juego están basadas en Super Scribblenauts, permitiendo el uso de adjetivos además de los sustantivos. El juego utiliza funciones integradas de iOS, como el teclado táctil, y fue lanzado simultáneamente con iOS 5, incorporando características nuevas como el almacenamiento en la nube para jugar el juego en múltiples dispositivos. Una versión de Android fue lanzada el 26 de junio de 2013.

### Scribblenauts Unlimited
Un cuarto título, Scribblenauts Unlimited, fue lanzado para Wii U, PC, y Nintendo 3DS el 13 de noviembre de 2012. Cuenta con múltiples mundos en los que Maxwell debe averiguar cómo ayudar a varios personajes no jugables para obtener Starites, usando las habilidades de vocabulario extendido de Super Scribblenauts para resolver puzles. Las versiones de iOS y Android fueron lanzadas el 15 de diciembre de 2015. Ports para PlayStation 4, Nintendo Switch y Xbox One fueron lanzados el 18 de septiembre de 2018.

### Scribblenauts Unmasked: A DC Comics Adventure
Un quinto juego en la franquicia, Scribblenauts Unmasked: A DC Comics Adventure, fue lanzado para Wii U, PC, y Nintendo 3DS, contando con más de 2000 personajes del universo de DC Comics. El juego fue lanzado el 24 de septiembre de 2013. Al igual que Unlimited, Unmasked tiene ports para PlayStation 4, Nintendo Switch y Xbox One, los cuales fueron lanzados el 18 de septiembre de 2018. En este caso, los dos están empaquetados juntos.

### Scribblenauts: Fighting Words
Un sexto juego en la serie, titulado Scribblenauts: Fighting Words estuvo en desarrollo para iOS desde 2014, pero fue cancelado en 2016 luego de que 5th Cell despidiera a 45 empleados, incluyendo al animador en jefe Tim Borrelli.

### Scribblenauts Showdown
Scribblenauts Showdown es un juego de fiesta de hasta cuatro jugadores, contando con minijuegos basados en la fórmula de Scribblenauts. El juego fue desarrollado por Shiver Entertainment, distribuido por Warner Bros. Interactive Entertainment, y lanzado en la Nintendo Switch, PlayStation 4 y Xbox One el 6 de marzo de 2018, convirtiéndolo en el primer juego de la serie en ser lanzado en consolas de Sony y Microsoft.